# 마드라스 연대
마드라스 연대(영어: Madras Rgiment)는 1750년대에 설립된 인도 육군의 가장 오래된 편제이다. 연대는 영국령 인도 육군과 전후 인도 육군의 여러 작전에 참여했다.

## 역사
마드라스는 1639년에 설립되었고, 1644년 세인트 조지 요새가 설치되었다. 마드라스 연대는 1758년 8월 인도인 장교, 하빌다르, 나이크 등 100명으로 구성된 정규 중대로 구성되었고, 그해 12월 유럽인 소위가 중대를 지휘하고, 유럽인 중위가 연대 전체를 지휘하는 구조로 첫 2개 대대가 편성되었다.

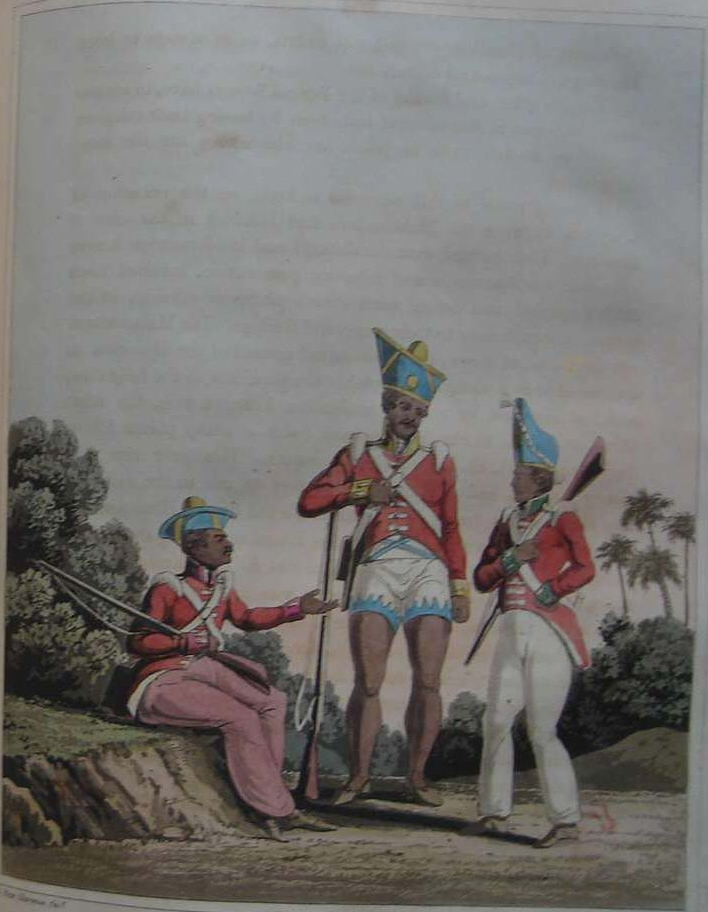
뭄바이, 벵골, 마드라스군의 세포이

인도에서 두 번째로 설립된 회사인 동인도 회사는 1660년대 마드라스 연대를 마드라스 유럽 연대로 창설했다. 그러나, 1748년 스트링어 로렌스 소령이 지휘하는 대대로 편성되었다. 대대는 인도 내 프랑스군과 치른 모든 전투에 참여했다. 로렌스 소령은 1개의 유럽인 대대와 1개의 인도인 세포이 대대로 구성된 2개의 대대를 포함하는 구조로 마드라스 연대를 개편했다. 두 대대는 구조가 비슷하여 각각 7개 중대를 포함했고, 각 중대는 3명의 지휘관과 70명의 일병을 포함했다. 또한 4명의 하사와 상병, 3명의 북 연주자도 있었다.
마드라스 연대의 가장 오래된 대대는 제9대대로, 나이아르 여단이라고 알려져 있었다. 이 군대는 1704년 트라방코르 왕국의 국왕 호위대로 파드마나바푸람에서 육성되었고, 1741년 네덜란드군을 콜라첼 전투에서 격파할 때도 참전했다. 이 군대는 나이아르 전투 부족에서 온 병사들로 구성되었지만, 1940년대 이후부터 나이아르 부족이 아닌 사람들도 지원할 수 있었다. 1951년 4월 "나이아르 군"은 인도 육군에 편입되었다.
1748년 스트링어 로렌스 소령은 스페인, 플랑드르, 고지대에서 활동한 베테랑으로, 동인도 회사에 고용되어 쿠달로르 방어를 맡았다. 그는 인도 육군의 기초를 닦았다. 민병대가 되기 위해 징집병을 훈련시키면서, 마드라스 연대는 "중대들"로 구성되었고, 규율이 잘 갖춰진 훌륭한 전투 병력이 되기 위해 훈련받았다. 1758년 로렌스는 마드라스 연대를 창설하여 여러 마드라스 레비 중대를 2개 대대로 편성했다. 2개의 마드라스 대대는 1776년 탄자부르에서 제15카나트보병으로 육성되었다. 이 연대는 영국령 인도 육군과 인도 육군에서 많은 전투를 겪었다. 로버트 클라이브를 비롯한 많은 저명한 영국 장교들이 연대장을 맡았다. 코끼리 문장은 훗날 웰링턴 공작이 되는 아서 웰즐리 휘하에서 싸웠던 아세이 전투에서의 용맹함을 상징한다.
이후 영국은 주로 마드라스 연대 세포이의 도움을 받아 인도 아대륙을 병합했다. 영국 통치의 도래와 영국령 인도군의 합병은 이전의 연대를 재편성하는 계기가 되었다. 인도 정복 이후, 영국에 대한 주된 위협은 러시아 제국으로부터 왔다. 이에 따라 영국군은 네팔과 펀자브 지역과 같은 북인도 사람들을 징집했다. 이것은 인도 남쪽 국경이 비교적 평화로웠기 때문에 영국군이 마드라스 연대의 병력을 감축하는 결과를 낳았다. 오랜 세월이 흐른 후, 이 연대는 제2차 세계 대전 동안 마드라스 공병단과 마드라스 파라이야르 연대에서 온 신병들과 징집병들로 다시 길러졌다. 새로운 마드라스 연대는 버마 전역에서 훌륭한 성과를 거두었다.

## 인도 독립 이후
독립 후, 트라방코르 "네이르 파탈람", 코친, 마이소르의 보병 대대는 마드라스 연대로 통합되었다. 독립 이후 연대가 잠무 카슈미르, 중국-인도 국경, 그리고 인도-파키스탄 전쟁 등에서 격렬한 전투를 치르는 동안, 독립 이후 인도군은 연대의 통합을 통해 남인도 군대의 다재다능함과 용맹함을 재확인할 수 있었다. 파완 작전 당시 스리랑카에 7개 연대의 대대를 배치한 것은 인도군이 마드라스 연대의 충성, 헌신, 용맹에 대한 믿음을 입증하는 증거였다. 마드라스 연대는 인도의 다양한 인도적 지원 활동에 참여했다. 또한 다양한 유엔 평화유지 임무 작전에도 참여했다.